# Tony Pérez
Atanacio Pérez Rigal, detto Tony (Ciego de Ávila, 14 maggio 1942), è un ex giocatore di baseball e allenatore di baseball cubano che ha giocato nel ruolo di prima e terza base nella Major League Baseball (MLB). È stato introdotto nella National Baseball Hall of Fame nel 2000 per i suoi meriti come giocatore.

## Carriera
Dopo avere giocato come prima base nella prima parte della carriera (1964–66) con i Cincinnati Reds, Pérez divenne stabilmente un All-Star come terza base dal 1967 al 1971. Dal 1972 in avanti tornò a giocare in prima base. Pérez fu uno dei migliori battitori di RBI della sua generazione, facendone registrare 100 o più in sette diverse stagioni. In un arco di 11 anni dal 1967 al 1977, Pérez batté almeno 90 RBI all'anno, con un massimo di 129 nel 1970. I suoi 954 battuti negli anni settanta furono il secondo massimo della MLB, dietro solo al compagno Johnny Bench.
A partire dal 1970, i Reds della cosiddetta Big Red Machine raggiunsero le World Series per quattro volte in sette anni, vincendo due titoli consecutivi nel 1975 e 1976, con Pérez in prima base. Dopo la vittoria delle World Series 1976 fu scambiato con i Montreal Expos con Will McEnaney per Woodie Fryman e Dale Murray. Dopo questa scambio, la "Big Red Machine", considerata una delle migliori formazioni di tutti i tempi, collassò, non raggiungendo più le finali e tornando ai playoff solo una volta nel 1979. Sparky Anderson, manager dei Reds durante gli anni settanta, affermò in molte interviste che Pérez era il leader e l'anima di quella squadra.
Dopo tre stagioni a Montreal (in cui batté 46 fuoricampo, 242 RBI ed ebbe una media battuta di .281), nel 1980 Pérez firmò come free agent con i Boston Red Sox. Nella prima stagione con la nuova squadra si classificò tra i primi dieci dell'American League in home run (25), RBI (105) e basi su ball intenzionali (11).
Per la stagione 1983, Pérez si riunì con i compagni della "Big Red Machine" Pete Rose e Joe Morgan ai Philadelphia Phillies. Ancora un battitore temuto a causa della sua reputazione, Pérez fu una riserva dei Phillies che quell'anno parteciparono alle World Series. A fine anno tornò ai Cincinnati Reds come free agent, dove rimase fino al ritiro nel 1986.

## Palmarès

### Club
- World Series: 2

Cincinnati Reds: 1975, 1976, 1990 (come assistente allenatore)

### Individuale
- MLB All-Star: 7

1967–1970, 1974–1976
- MVP dell'All-Star Game: 1

1967
- Numero 24 ritirato dai Cincinnati Reds